# 雷公鳥
雷公鳥，又稱雷鳥，是台灣民間傳說中能夠召喚雨雲和雷電的妖鳥。

## 傳說
雷公鳥的外型跟雞很類似，牠們主要居住於高大的樹木上，每當牠們爬上樹梢，天空中就會開始有烏雲聚集，並隨著雷公鳥的啼聲開始打雷。

## 類似傳說
道教的雷神：雷公，不僅一樣有召喚雷電的能力，還有雞形肉翅的形象和曾經下凡變成雞的傳說，可能跟雷公鳥有關係；而美洲原住民傳說中也有外表類似老鷹、能夠召喚暴風雨的雷鳥傳說。